# Domingo de Silos
Domingo Manso, más conocido como Domingo de Silos (Cañas, La Rioja, 1000 - Silos, 20 de diciembre de 1073) fue un abad español de la orden de los benedictinos, canonizado por la Iglesia Católica. No debe ser confundido con el posterior y también español Santo Domingo de Guzmán (Caleruega, 1170 - Bolonia, 1221), fundador de la Orden de Predicadores o dominicos.

## Biografía
Aunque cuenta la leyenda que era descendiente de los reyes de Navarra, su padre, un hidalgo campesino, lo sacó del colegio para convertirlo en pastor de sus rebaños. Sin embargo, tras cuatro años, pudo retomar sus estudios y desarrollar una vocación al sacerdocio que ya había sentido desde niño. Se ordenó sacerdote a los 26 años, hacia 1030, y ofició en la iglesia de Cañas, pero, sediento de una espiritualidad superior, se fue entre 1031 y 1033 como ermitaño a una caverna aislada y secreta de la hoy llamada Sierra de la Demanda y por entonces Montes Cogollos. En 1033 abandonó su retiro y se incorporó como monje benedictino al monasterio de San Millán de la Cogolla, donde fue ascendido a maestro de novicios y luego a prior.
Por enfrentamientos con el rey de Navarra, García Sánchez III escapó de sus territorios y se refugió en Castilla bajo la protección de su rey Fernando I. Este le encomendó en 1041 restaurar y ampliar la pequeña ermita de San Sebastián de Silos en Castilla la Vieja, que convirtió en el monasterio de San Sebastián de Silos, del que fue abad hasta su muerte. Su fama de milagrero y taumaturgo en vida y tras su muerte lo volvió un santo muy popular en la comarca y, por su fama y encomiable gestión, tanto de la vida como del patrimonio monástico, la abadía tomó en lo sucesivo el nombre de Santo Domingo de Silos. En su claustro se encuentra su tumba.

## Reliquias
El báculo de avellano que usó en los últimos tiempos de su vida se conserva en el Monasterio.

## Literatura
Gonzalo de Berceo escribió en el siglo XIII su Vida de Santo Domingo de Silos, basándose en fuentes latinas y en particular en una hagiografía que le escribió un monje benedictino compañero suyo, Grimaldus: la Vita Beati Dominici Confessoris Christi et Abbatis o Dominicus Exiliensis seu de Silos abbas, de la que escribió dos versiones casi al filo del siglo XII y en la que se constata ya la gran fama de taumaturgo que Domingo llegó a alcanzar.